# هيلدا تيري
هيلدا تيري (بالإنجليزية: Hilda Terry)‏ هي رسامة كارتون أمريكية، ولدت في 15 يونيو 1914 في نيوبوريبورت في الولايات المتحدة، وتوفيت في 13 أكتوبر 2006 في نيويورك في الولايات المتحدة.